# Strongylocoris luridus
Strongylocoris luridus är en insektsart som först beskrevs av Carl Fredrik Fallén 1807.  Strongylocoris luridus ingår i släktet Strongylocoris, och familjen ängsskinnbaggar. Arten är reproducerande i Sverige.